# Ballella
Ballella is een geslacht van wantsen uit de familie van de Miridae (Blindwantsen). Het geslacht werd voor het eerst wetenschappelijk beschreven door Knight in 1959.

## Soorten
Het genus is monotypisch en bevat alleen de volgende soort:

- Ballella basicornis Knight, 1959